# Christopher MacBride
Pour les articles homonymes, voir MacBride.
Christopher MacBride est un réalisateur, scénariste et monteur canadien.

## Filmographie
Comme réalisateur, scénariste ou monteur
- 2009 : Sleep Lab (court métrage)
- 2012 : The Conspiracy
- 2021 : The Education of Fredrick Fitzell (sortie le 14 juin 2021 exclusivement sur amazon prime)
- prochainemenau cinema:  A.D after death

## Récompenses et distinctions
- (en) Christopher MacBride: Awards, sur l'Internet Movie Database